# Myrmarachne lesserti
Myrmarachne lesserti là một loài nhện trong họ Salticidae.
Loài này thuộc chi Myrmarachne. Myrmarachne lesserti được George Newbold Lawrence miêu tả năm 1938.